# 밀턴 프리드먼
밀턴 프리드먼(영어: Milton Friedman, 1912년 7월 31일 ~ 2006년 11월 16일)은 미국의 경제학자이자 대중적인 지식인이다. 자유주의 시장경제 옹호자로 거시경제학을 위시하여 미시경제학, 경제사, 경제통계학에 큰 기여를 하였다. 1976년에 소비분석, 통화의 이론과 역사 그리고 안정화 정책의 복잡성에 관한 논증 등의 업적으로 노벨 경제학상을 수상하였다. 그러나 세계 진보주의자들로부터는 신제국주의를 효율적으로 실행하기 위한 이론을 만든 ‘금융제국주의 앞잡이’라고 비판받기도 한다.
프리드먼은 케인즈와 더불어 20세기에 가장 큰 영향을 준 경제학자로 여겨진다. 프리드먼은 폴 새뮤얼슨과 학문적 라이벌 관계를 유지했다. 《자본주의와 자유》(1962)에서 정치적·사회적 자유의 창조의 수단으로 자유시장 내 정부가 맡는 역할이 축소되어야 한다고 주장하였다. 텔레비전 시리즈인 《선택할 자유》(Free to Choose, 1980년대 PBS 방송국에서 방영)에서 프리드먼은 자유시장이 어떻게 작동되는지를 설명하고 여타의 체제에서 풀지 못한 정치적·사회적 문제를 해결할 수 있는 자유시장의 작동원리를 강조하였다. 나중에 이 시리즈의 내용은 자신의 아내 로즈 프리드먼과 공동저자로 책으로도 출판되었다. 이 책은 사람들에게 널리 읽혀졌고 뉴스위크에 칼럼으로도 실렸다.
통계학 분야에서 프리드먼 검정을 고안했다. 스스로를 더욱 고전적인 자유주의자로 생각했던 프리드먼은 시장의 장점과 정부 개입의 단점을 강조하였다. 프리드먼의 정치철학은 미국 보수주의자와 자유주의자들의 견해를 가다듬었고 미국의 리처드 닉슨, 로널드 레이건 정부 그리고 1980년대 이후 다른 많은 나라의 경제정책에 지대한 영향을 끼쳤다.
일각에서는 밀턴 프리드먼을 유대인 이민자 가정 출신으로서, 어려운 가정 형편을 딛고 저명한 경제학자로 성장해, "20세기 아메리칸 드림이 무엇인지를 온 몸으로 보여준 인물"로 평가하기도 한다.

## 생애
프리드먼은 1912년 7월 31일 뉴욕 브루클린에서 태어났다. 밀턴의 부모는 헝가리 출신의 유대인 이민자였다.
프리드먼은 학업에 종사할 수 없었기 때문에 1935년에 그의 친구를 따라가 워싱턴에서 일했다. 1935년, 그는 당시 대규모 소비자 예산 조사를 하고 있던 국가 자원 계획 위원회에서 일하기 시작했다. 이 프로젝트의 아이디어는 후에 그의 소비 함수 이론의 일부가 되었다. 여기에서 항상소득가설을 기술하였다. 프리드먼은 1937년 가을부터 사이먼 쿠즈네츠의 직업적 수입에 관한 일을 돕기 위해 국립경제연구국에 고용되기 시작했다. 이 연구는 그들이 공동으로 저술한 "독립적 직업 관행으로부터의 수입"이라는 출판물을 만들어냈고, 이 출판물은 프리드먼이 1950년대에 연구한 항상소득 가설의 주요 구성요소인 항상 소득의 개념을 소개했다.
1946년 프리드먼은 시카고 대학에서 경제이론을 가르치겠다는 제안을 받아들였다. 프리드먼은 앞으로 30년 동안 시카고 대학에서 일할 것이다.그곳에서 그는 다수의 노벨 기념상 수상자를 배출한 지식인 공동체의 설립에 기여했으며, 이를 통칭하여 시카고 학파로 알려져 있다.
프리드먼은 1954-1955년을 케임브리지의 곤빌과 카이우스 칼리지에서 풀브라이트 방문 펠로우로 보냈다. 당시 케임브리지 경제학과 교수진은 케인즈 다수파(조안 로빈슨)와 반케인즈 소수파(데니스 로버트슨 )로 나뉘어 있었다. 프리드먼은 자신의 견해가 케임브리지 파벌 모두에게 받아들여지지 않았기 때문에 펠로우쉽에 초대되었다고 추측했다. 이후 뉴스위크지의 주간 칼럼(1966-84)은 잘 읽혀지고 정재계 인사들 사이에서 영향력이 커졌으며 1968년 잡지에 제럴드 롭 특별상을 수여하는 데 일조했다.
1977년, 65세의 나이로 프리드먼은 시카고 대학에서 30년 동안 가르친 후 은퇴했다. 그와 그의 아내는 샌프란시스코로 이사했고, 그곳에서 그는 샌프란시스코 연방 준비 은행의 방문 학자가 되었다. 1977년부터 그는 스탠퍼드 대학의 후버 연구소에 소속되었다.

## 업적 및 견해
프리드먼은 화폐 공급에 대한 관심을 산출물의 명목 가치, 즉 화폐수량설의 결정 요소로서 되살린 것으로 가장 잘 알려져 있다. 통화주의는 현대 수량 이론과 관련된 일련의 견해이다. 그는 미국 역사에서 화폐 공급과 경제 활동의 역할에 대한 연구였던 1867-1960년 미국 화폐사(A Money History of the United States, 1867-1960)를 안나 슈워츠와 함께 공동 집필했다.
프리드먼은 통화주의 경제학파의 주요 지지자였다. 그는 인플레이션과 통화 공급 사이에는 밀접하고 안정적인 연관성이 있으며 주로 통화 기반 성장률을 적절히 조절하면 인플레이션을 피할 수 있다고 주장했다.
프리드먼과 로버트 루카스, 즉 새고전학파 거시경제학의 관계는 매우 복잡했다. 프리드먼의 필립스 곡선은 루카스에게 흥미로운 출발점이었지만, 그는 곧 프리드먼이 제공한 해법이 만족스럽지 않다는 것을 깨달았다. 루카스는 프리드먼의 적응적 기대 대신 합리적인 기대치를 추정하는 새로운 접근법을 정교하게 고안했다. 이 개혁으로 인해 새로운 고전적 필립스 곡선의 이론이 내재된 이야기는 근본적으로 바뀌었다. 그러나 이 수정은 프리드먼 자신의 접근법에 큰 영향을 미쳤고, 그 결과 프리드먼 필립스 곡선의 이론도 바뀌었다. 게다가 1960년부터 1963년 사이 시카고 대학의 대학원생이었던 새고전학파의 닐 월리스는 프리드먼의 이론 강좌를 엉망이라고 간주하여 통화주의와 새고전파 사이의 긴장된 관계를 강조했다.
프리드먼은 또한 소비 함수, 항상소득 가설(1957)에 대한 그의 연구로 알려져 있는데, 프리드먼은 그것을 자신의 최고의 과학적 연구라고 언급했다. 이 연구는 효용을 극대화하는 소비자가 항상소득으로 인식한 금액의 비례적인 금액을 지출할 것이라고 주장했다.
프리드먼은 경제학이 객관적이기 위해서는 과학으로서의 가치 판단이 자유로워야 한다고 주장했다. 더욱이, 유용한 경제 이론은 서술적 사실주의가 아니라 예측의 도구로서의 단순성과 성과로 판단되어야 한다. 즉, 학생들은 '가정의 건전성'보다는 예측의 정확성을 측정해야 한다. 그의 주장은 레너드 새비지, 로널드 피셔와 같은 통계학자들 사이에서 진행 중인 논쟁의 일부였다.
프리드먼은 최저임금법을 반대하였다.  그는 이 법이 실행될 경우, 그 법이 의도된 것과 정반대의 결과가 일어날 것이라고 주장하였다.  그는 최저임금법은 실업을 증가시키고, 그 이유는 고용주가 저임금 노동자를 고용할 수 없게 되기 때문이라고 주장하였다.  즉, 저임금층이 가장 피해를 본다는 것이다.  그는 이 최저임금법이 북미 공장과 노동조합이 남부 지역과 경쟁을 줄여나가기 위해 시도한 것이라고 주장하였다.

## 저서
- 《자본주의와 자유》(Capitalism and Freedom)
- 《선택할 자유》(Free To Choose)
- 《화려한 약속, 우울한 성과》(Bright Promises, Dismal Performance)

## 학력
- 1924년~1928년: 라웨이 고등학교 (졸업)
- 1928년~1932년: 럿거스 대학교 (학사)
- 1932년~1933년: 시카고 대학교 (석사)
- 프린스턴 대학교 (박사)

## 같이 보기
- 경제사상사
- 루트비히 폰 미제스

## 참조
1. ↑  Charles Moore (2013). 《Margaret Thatcher: The Authorized Biography, Volume One: Not For Turning》. Penguin. 576–77쪽.
2. ↑  Lanny Ebenstein (2007). 《Milton Friedman: A Biography》. St. Martin's Press. 208쪽.
3. ↑  “노벨상 수상자 밀튼 프리드먼 타계(상보)”. 2011년 12월 11일에 원본 문서에서 보존된 문서. 2010년 11월 14일에 확인함.